# Jésus Christ instituant l'Eucharistie
Ne doit pas être confondu avec L'Eucharistie.
L'Institution de l'eucharistie ou Jésus Christ instituant l'eucharistie est un tableau de Nicolas Poussin peint en 1641 représentant dans un intérieur antique et sombre les douze apôtres et le Christ instituant l'eucharistie. Cette peinture à l'huile sur toile de 325 x 250 cm est exposée au musée du Louvre à Paris.
Avec cette première commande royale, Poussin renouvelle l'iconographie du thème de l'eucharistie, qu'il avait déjà abordé auparavant dans la première série des Sept Sacrements. C'est aussi la plus austère des toiles de l'artiste et une œuvre pivot dans le développement de son style.

## Historique de l’œuvre
À la fin du règne de Louis XIII, le roi et son ministre, le cardinal de Richelieu, ont souhaité promouvoir une politique artistique au service de la monarchie. L'objectif étant aussi de supplanter la domination culturelle de l'Italie pour asseoir la suprématie de la France en Europe : Paris devait devenir une autre Rome. En septembre 1638, François Sublet de Noyers est nommé Surintendant des bâtiments. Avec ses cousins, Roland Fréart de Chambray et Paul Fréart de Chantelou un véritable programme de mécénat artistique est mis en place. On tente d'attirer à Paris les meilleurs artistes français présents à Rome dont Poussin et François Duquesnoy. Après plusieurs tentatives de temporisation de la part de l'artiste qui rechignait à revenir en France, Chantelou et son frère ramènent Poussin fin 1640. En décembre, il est à Fontainebleau et Sublet le présente le 18 au cardinal de Richelieu à Paris. Le 21 décembre, il est enfin présenté à Louis XIII à Saint-Germain où la cour réside pour les fêtes de Noël. Le roi lui commande un tableau d'autel pour la chapelle du Château-Vieux de Saint-Germain-en-Laye et un autre qui ne sera jamais réalisé pour la chapelle de Fontainebleau. Une commande royale, qui plus est pour une œuvre de grande envergure, constituait indéniablement une distinction pour un artiste. Initiée en 1634 et relancée en 1639 à la suite de la naissance du premier fils du roi, le futur Louis XIV, le 5 septembre 1638, la rénovation de la chapelle de Saint-Germain devait convertir la structure gothique en un intérieur dans le style classique contemporain. Jacques Sarrazin pour les stucs, Aubin Vouet pour le décor de la voûte, Jacques Stella pour les chapelles latérales et enfin Simon Vouet pour le maître-autel sont les artistes réunis pour le chantier. Mais en décidant de confier finalement la réalisation du tableau du maître-autel à Poussin dès son retour de Rome, Louis XIII s'exclame « Voilà Vouet bien attrapé ». Le 16 septembre 1641, Poussin signe la quittance de paiement du tableau et le 20, ce dernier est en place. Le roi et la reine se sont émerveillés à la vue du retable mais l’œuvre n'a pas rencontré le succès populaire à cause de son austérité. Le tableau reste à Saint-Germain jusqu'à la Révolution et rejoint le Louvre fin 1795. L'Institution de l'eucharistie est exposée à la réouverture de la Grande Galerie du musée central des Arts en avril 1799. Le musée du Louvre conserve par ailleurs une copie ancienne (XVIIe siècle) du tableau de dimensions plus réduites (h. 55 x l. 45) [R.F. 538],.

## Description
Le tableau représente le Christ debout à droite de la composition donnant la communion aux apôtres. Tous les personnages sont habillés à l'antique. Le Christ, vêtu d'un lourd drapé rouge par-dessus une tunique bleue, tend de la main gauche une patène sur laquelle sont disposés des morceaux de pain qui viennent d'être consacrés. Trois doigts de sa main droite levée, le pouce, l'index et le majeur, désignent la Trinité. Par un effet d'agencement, cette main levée s'inscrit dans l'alignement du calice posé sur l'autel derrière le Christ et symbolisant, avec les morceaux de pain, le sacrement. En présentant le pain et en consacrant la coupe, le Christ institue donc le sacrement de l'eucharistie. Ainsi, clef de voûte de la composition, la main du Christ, au-dessus du calice, est l'élément vers lequel convergent les regards des apôtres. Selon Mickaël Szanto, Poussin « condense en une seule image le mystère du sacrifice eucharistique et ses implications autant théologiques et ecclésiologiques que liturgiques ». Le Christ est entouré des douze apôtres selon l'iconographie traditionnelle. Quatre sont disposés à sa gauche et huit à sa droite. Sans doute en raison de la problématique de l'intégration des figures dans l'espace et de la composition en hauteur, quatre apôtres sont représentés agenouillés et trois d'entre eux tournent le dos au spectateur. On reconnaît Pierre et Jean, le troisième pourrait être Jacques. Les expressions des visages et les gestes des personnages sont extrêmement variés et pratiquement tous différents. Le format du retable impose aussi un déploiement des personnages qui leur confère une certaine monumentalité. La scène est éclairée par une unique lampe à huile antique à deux flammes. Cette lampe est elle aussi disposée dans l'alignement de la main droite du Christ et elle est orientée de telle sorte que le halo de la flamme de droite éclaire le visage du Christ et celui de saint Pierre. Les deux flammes de la lampe répondant par homothétie aux deux colonnes principales de l'arrière-plan. Ces effets d'éclairage renforcent le ton dramatique de la scène et doivent accentuer le mystère de l'eucharistie (il s'agit aussi de la dernière nuit du Christ). Il faut ainsi noter que le calice ressort fortement en raison de l'ombre autour du pied.
La scène se situe dans une abside rectangulaire à l'architecture classique, avec une double rangée de colonnes ioniques et des architraves. L'espace est ainsi délimité sur trois côtés. De part et d'autre l'abside s'ouvre vers les ailes nord et sud du transept. L'encadrement architectural rigoureux renforce l'austérité de l'ensemble. Le sol est recouvert d'un dallage de couleur ocre sur lequel se projettent les ombres de certains personnages.

## Analyse du tableau

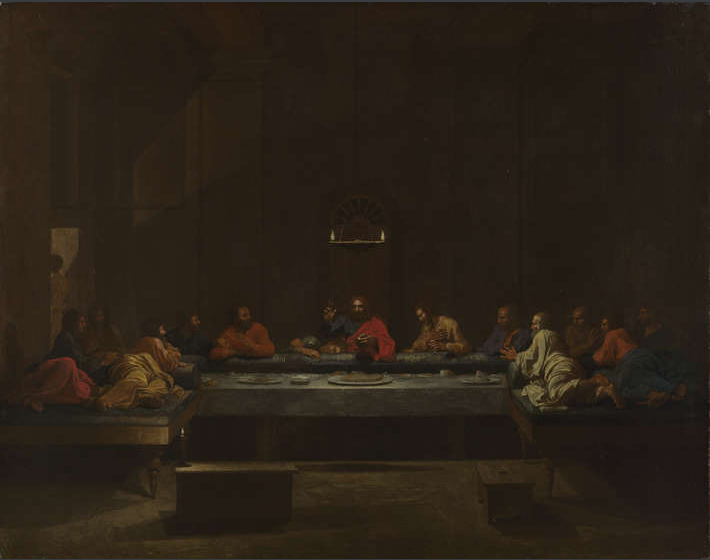
L'Eucharistie (1re série des Sept Sacrements), Londres, National Gallery.

C'est une œuvre méconnue de l'artiste notamment en raison de son esthétique sévère et non décorative et de son emplacement d'origine peu accessible (la chapelle du château royal et non une église parisienne ouverte). Les références à l'art antique et à Raphaël sont claires.
Poussin a peint une précédente version du tableau : L'Eucharistie, l'une des sept toiles de la première série des Sept Sacrements pour Cassiano dal Pozzo, aujourd'hui à la National Gallery. Le thème semble cependant avoir une signification particulière pour le projet de la chapelle. D'après Pierre Rosenberg, « il ne fait pas de doute que le sujet du tableau a été suggéré, ou plutôt imposé à Poussin par François Sublet de Noyers ». Le sujet de l'eucharistie faisant allusion à la rénovation de la chapelle en tant que sanctuaire chrétien. Le contexte de la représentation impliquait que l'officiant de la messe réitérait par un effet de miroir le geste du Christ devant le roi et la cour. Ce sujet était commun dans la tradition byzantine notamment dans le décor des absides. Cependant, depuis le XVIe siècle, dans les représentations occidentales combinant l'eucharistie avec la dernière Cène, le Christ apparaît traditionnellement couché dans une composition horizontale avec les apôtres autour de lui. Le Christ est figuré debout uniquement dans les scènes de communion quand il présente l'hostie aux disciples. Dans un renouvellement de l'iconographie, Poussin semble avoir mélangé les deux traditions : il figure le Christ bénissant l'hostie comme pour l'institution de l'eucharistie mais il est représenté debout comme dans une communion. Gail S. Davidson suggère que Poussin transforme l'iconographie de l'eucharistie en voulant souligner les nouveaux objets de la liturgie tout en travaillant dans un format vertical qui s'harmoniserait avec les voûtes gothiques en hauteur de l'espace environnant.
Dans les années précédant son séjour parisien, Poussin avait étudié les tapisseries de Raphaël pour la chapelle Sixtine en préparation de la première série des Sacrements pour Cassiano dal Pozzo. En comparant L’Institution de l'eucharistie de Poussin avec Jésus Christ donnant les clés du paradis à Pierre de Raphaël on peut mesurer la maturation et la transformation du modèle de la Renaissance opérée par Poussin. Cette adaptation des modèles de Raphaël est encore plus visible dans le deuxième retable commandé à Poussin par Sublet de Noyers pour le maître-autel de l'église du noviciat des Jésuites : Le miracle de Saint François Xavier (1641-1642, Paris, musée du Louvre, INV. 7289).
De retour à Rome, Poussin est revenu sur le thème de l’eucharistie pour son tableau de la seconde série des Sacrements commandée par Paul Fréart de Chantelou (1644-1648, collection du duc de Sutherland en prêt à la National Gallery of Scotland à Édimbourg). Dans ce dernier tableau, il choisit de peindre le moment où le Christ, après avoir distribué le pain aux apôtres, annonce qu’il va être livré par l‘un d’eux (Luc, XXII, 21-23).
Avec les encouragements de ses mécènes français, Poussin, dans L’Institution de l'eucharistie, crée une composition monumentale beaucoup plus austère que ses œuvres précédentes. Par ses innovations, ce grand retable au style sévère marque une rupture radicale avec le style des œuvres contemporaines parisiennes mais aussi romaines. C'est un jalon dans le développement la peinture classique française.